# Isla de Cavallo
Isla de Cavallo (en francés: Île de Cavallo) es una pequeña isla en el mar Mediterráneo situada entre Córcega y Cerdeña. Es políticamente una parte de Francia y su historia reciente está ligada a Córcega.

## Geografía
Cavallo es la única isla habitada del archipiélago de Lavezzi, a 2,3 kilómetros de la costa de Córcega, cerca del estrecho de Bonifacio y cerca de 13 kilómetros de la isla italiana de Cerdeña. La isla es territorio francés, a pesar de que perteneció a Italia en el pasado. Cavallo tiene unas 120 hectáreas de superficie y su punto más alto está a 32 metros sobre el nivel del mar. Tiene un pequeño puerto.